# Andrzej Piotr Kowalski
Andrzej Piotr Kowalski (ur. 12 kwietnia 1964 w Złotowie) – polski filozof, prof. dr hab. nauk humanistycznych specjalizujący się w archeologii, filozofii i antropologii kultury oraz kulturze społeczeństw pierwotnych.

## Życiorys
W 1983 ukończył Liceum Ogólnokształcące w Złotowie i podjął studia archeologiczne na Uniwersytecie Mikołaja Kopernika (UMK). Ukończył je w 1988, wykonując pracę dyplomową pod kierunkiem Krystyny Przewoźnej-Armon i został zatrudniony na stanowisku asystenta w Instytucie Archeologii i Etnografii UMK.
W 1994 uzyskał na Wydziale Nauk Społecznych Uniwersytetu im. Adama Mickiewicza (UAM) stopień doktora nauk humanistycznych w zakresie filozofii. Tematem rozprawy doktorskiej były Metodologiczne problemy badań nad symboliką rytuałów śmierci w społeczeństwach wczesnotradycyjnych, a promotorem Anna Pałubicka. W 1999 przeniósł się na rok do Wyższej Szkoły Pedagogicznej w Bydgoszczy, gdzie pracował jako adiunkt. W 2000 powrócił do Katedry Etnologii UMK.
W 2002 na UAM uzyskał, na podstawie rozprawy Myślenie przedfilozoficzne. Studia z filozofii kultury i historii idei, stopień doktora habilitowanego nauk humanistycznych w zakresie filozofii. W 2005 został zatrudniony na stanowisku profesora nadzwyczajnego na Wydziale Historycznym Uniwersytetu Gdańskiego. W latach 2008–2012 pełnił funkcję prodziekana ds. naukowych tego wydziału.
Od 2011 był członkiem Komisji Antropologicznej Polskiej Akademii Umiejętności. Jest członkiem Rady naukowej Centrum Badań nad Początkami Cywilizacji Europejskiej UAM w Poznaniu, Rady Redakcyjnej pisma Rocznik Antropologii Historii, przewodniczącym Zespołu Badawczego Antropologii Historii przy Komitecie Nauk Historycznych PAN. Ekspert Zespołu interdyscyplinarnego w Ministerstwie Nauki i Szkolnictwa Wyższego do spraw oceny wniosków o stypendia dla wybitnych młodych naukowców (kadencja 2014–2017).
W 2015 otrzymał tytuł profesora.
Współorganizator i uczestnik długofalowych programów badawczych i wydawniczych: kulturoznawczego Eidolon oraz archeologicznego Estetyka w Archeologii, realizowanego w ramach prac Komitetu Nauk Pra- i Protohistorycznych PAN.
Od 2020 Honorowy Obywatel Miasta Złotowa

## Wybrane publikacje
- Z metodologicznych problemów współpracy archeologii z etnologią w badaniach symboliki (1991, [w:] Interpretacje archeologiczne a etnologiczne koncepcje kultury, Przewoźna-Armon K. (red.), Toruń, s. 13–21)
- Symbol w kulturze archaicznej  (Poznań 1999, ISBN 83-7092-055-1)
- Archeologia kulturoznawcza. Projekt dyskursu „negatywistycznego” (2000, [w:] Archeologia w teorii i praktyce (red.) Buko A., Urbańczyk P., Warszawa, s. 115–126)
- Myślenie przedfilozoficzne: studia z filozofii kultury i historii idei (Poznań 2001, ISBN 83-7112-059-1)
- O wyobrażeniu metamorfozy i o doświadczeniu magicznym w kulturze wczesnotradycyjnej (2001, [w:] (red.) Kmita, Poznań, s. 19–92)
- Mit a piękno. Z badań nad pochodzeniem sztuki (Bydgoszcz 2013, ISBN 978-83-61231-84-4)
- Antropologia zamierzchłych znaczeń (Toruń 2014, ISBN 978-83-929107-4-9)
- Kultura Indoeuropejska. Antropologia wspólnot prehistorycznych (Gdańsk 2017, ISBN 978-83-7865-486-5)
- Dawny Złotów. Kultura miasta w okresie staropolskim (Złotów – Gdańsk 2020, ISBN 978-83-950240-4-7)